# 폴 프리먼
폴 프리먼(Paul Freeman, 1943년 1월 18일 ~ )은 잉글랜드의 배우이다.

## 출연 작품
- 인디아나 존스: 잃어버린 성궤를 찾아서
- 영 인디아나존스